# Lansing (Iowa)
Lansing é uma cidade localizada no estado americano de Iowa, no Condado de Allamakee.

## Demografia
Segundo o censo americano de 2000, a sua população era de 1012 habitantes.
Em 2006, foi estimada uma população de 993, um decréscimo de 19 (-1.9%).

## Geografia
De acordo com o United States Census Bureau tem uma área de
3,0 km², dos quais 2,8 km² cobertos por terra e 0,2 km² cobertos por água. Lansing localiza-se a aproximadamente 206 m acima do nível do mar.

## Localidades na vizinhança
O diagrama seguinte representa as localidades num raio de 20 km ao redor de Lansing.